# Longevelle
Longevelle ist eine Gemeinde im französischen Département Haute-Saône in der Region Bourgogne-Franche-Comté.

## Geographie
Longevelle liegt auf einer Höhe von 280 m über dem Meeresspiegel, fünf Kilometer nördlich von Villersexel und etwa 22 Kilometer östlich der Stadt Vesoul (Luftlinie). Das Dorf erstreckt sich in der Talebene des Ognon, beidseits seines Seitenbaches Ruisseau de la Saline, am Südwestrand des Höhenrückens des Mont.
Die Fläche des 4,10 km² großen Gemeindegebiets umfasst einen Abschnitt der Talebene des Ognon. Die westliche Grenze verläuft meist entlang dem Ognon, der hier mit mehreren Windungen durch eine Alluvialebene nach Süden fließt. Die Ebene liegt auf durchschnittlich 270 m und ist überwiegend von Acker- und Wiesland bestanden. Vom Flusslauf erstreckt sich das Gemeindeareal nach Osten in die Talniederung des Ruisseau de la Saline und bis an den Westhang des Mont. Auf seiner Südseite wird das Tal von waldigen Anhöhen flankiert, die aus Kalkschichten der mittleren Jurazeit bestehen. Hier wird mit 362 m die höchste Erhebung von Longevelle erreicht.
Nachbargemeinden von Longevelle sind Les Aynans und Gouhenans im Norden, Villafans im Osten, Saint-Sulpice und Villersexel im Süden sowie Aillevans im Westen.

## Geschichte

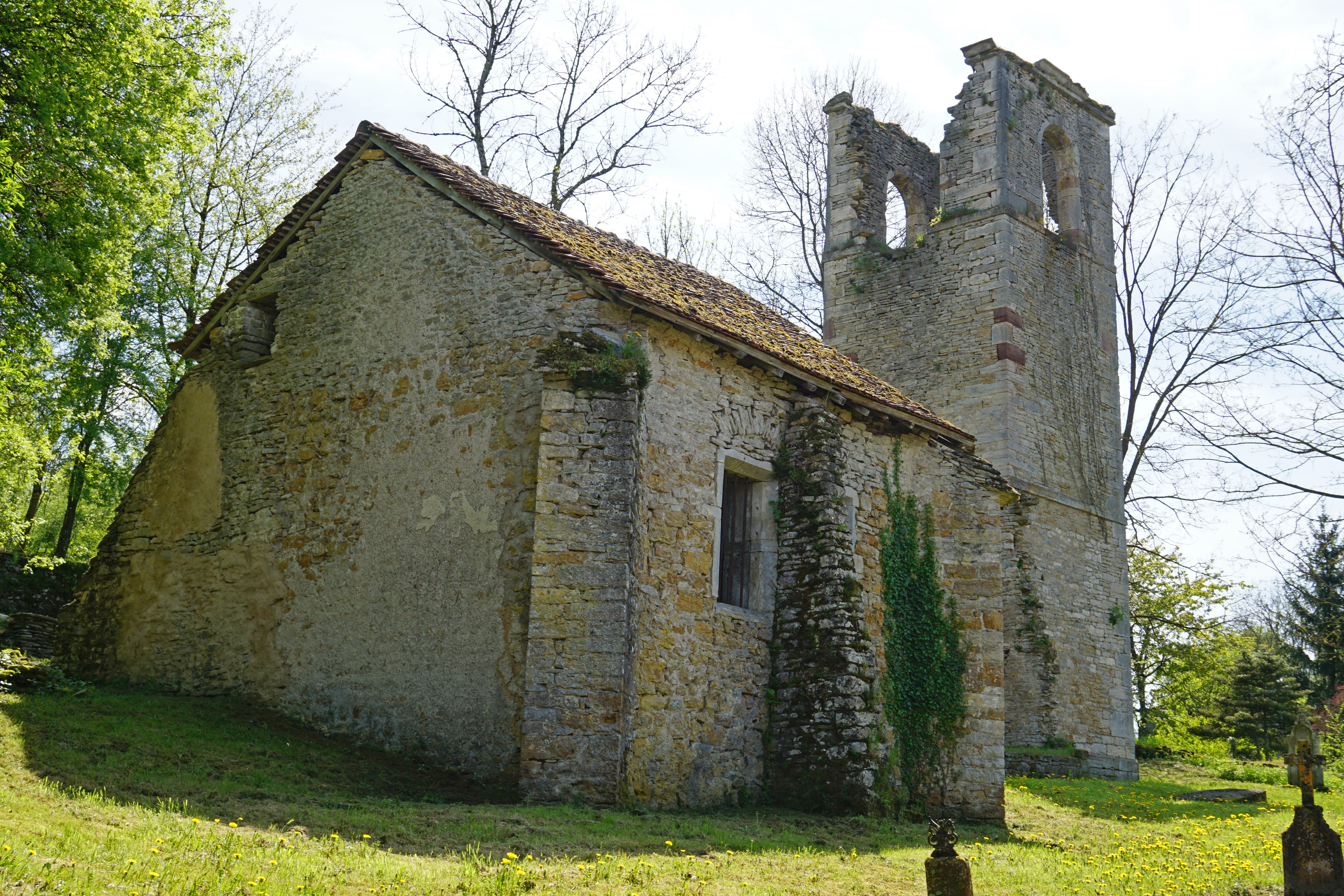
Ruinen der alten Himmelfahrts-Kirche

Im Mittelalter gehörte das Gebiet von Longevelle einem Vasallen der Grafen von Montbéliard. Danach war der Ort im 15. Jahrhundert im Besitz der Familie von Vy. Zusammen mit der Franche-Comté gelangte Longevelle mit dem Frieden von Nimwegen 1678 definitiv an Frankreich. Seit 2000 ist Longevelle Mitglied des 33 Ortschaften umfassenden Gemeindeverbandes Communauté de communes du Pays de Villersexel.

## Sehenswürdigkeiten
Die im 19. Jahrhundert neu erbaute Himmelfahrts-Kirche in Longevelle besitzt reiches Mobiliar und einen bemerkenswerten Hauptaltar. Von der ehemaligen mittelalterlichen Himmelfahrts-Kirche bestehen Ruinen des Turms und eine Kapelle. Das Schloss wurde 1945 abgerissen, so dass nur noch einzelne Mauern (heute in einem Landwirtschaftsbetrieb) an den Bau erinnern.

## Bevölkerung
| Jahr                       | 1962 | 1968 | 1975 | 1982 | 1990 | 1999 | 2008 | 2018 |
| Einwohner                  | 115  | 108  | 102  | 96   | 115  | 104  | 114  | 122  |
| Quellen: Cassini und INSEE |      |      |      |      |      |      |      |      |

Mit 119 Einwohnern (1. Januar 2022) gehört Longevelle zu den kleinsten Gemeinden des Départements Haute-Saône. Nachdem die Einwohnerzahl in der ersten Hälfte des 20. Jahrhunderts deutlich abgenommen hatte (1891 wurden noch 281 Personen gezählt), wurden seither nur noch geringe Schwankungen verzeichnet.

## Wirtschaft und Infrastruktur
Longevelle war bis weit ins 20. Jahrhundert hinein ein vorwiegend durch die Landwirtschaft (Ackerbau, Obstbau und Viehzucht) und die Forstwirtschaft geprägtes Dorf. Daneben gibt es heute einige Betriebe des lokalen Kleingewerbes. Mittlerweile hat sich das Dorf auch zu einer Wohngemeinde gewandelt. Viele Erwerbstätige sind deshalb Wegpendler, die in den größeren Ortschaften der Umgebung ihrer Arbeit nachgehen.
Die Ortschaft liegt abseits der größeren Durchgangsachsen an einer Departementsstraße, die von Gouhenans nach Aillevans führt. Weitere Straßenverbindungen bestehen mit Villafans, Saint-Sulpice und Les Aynans.